# Inklination (Architektur)

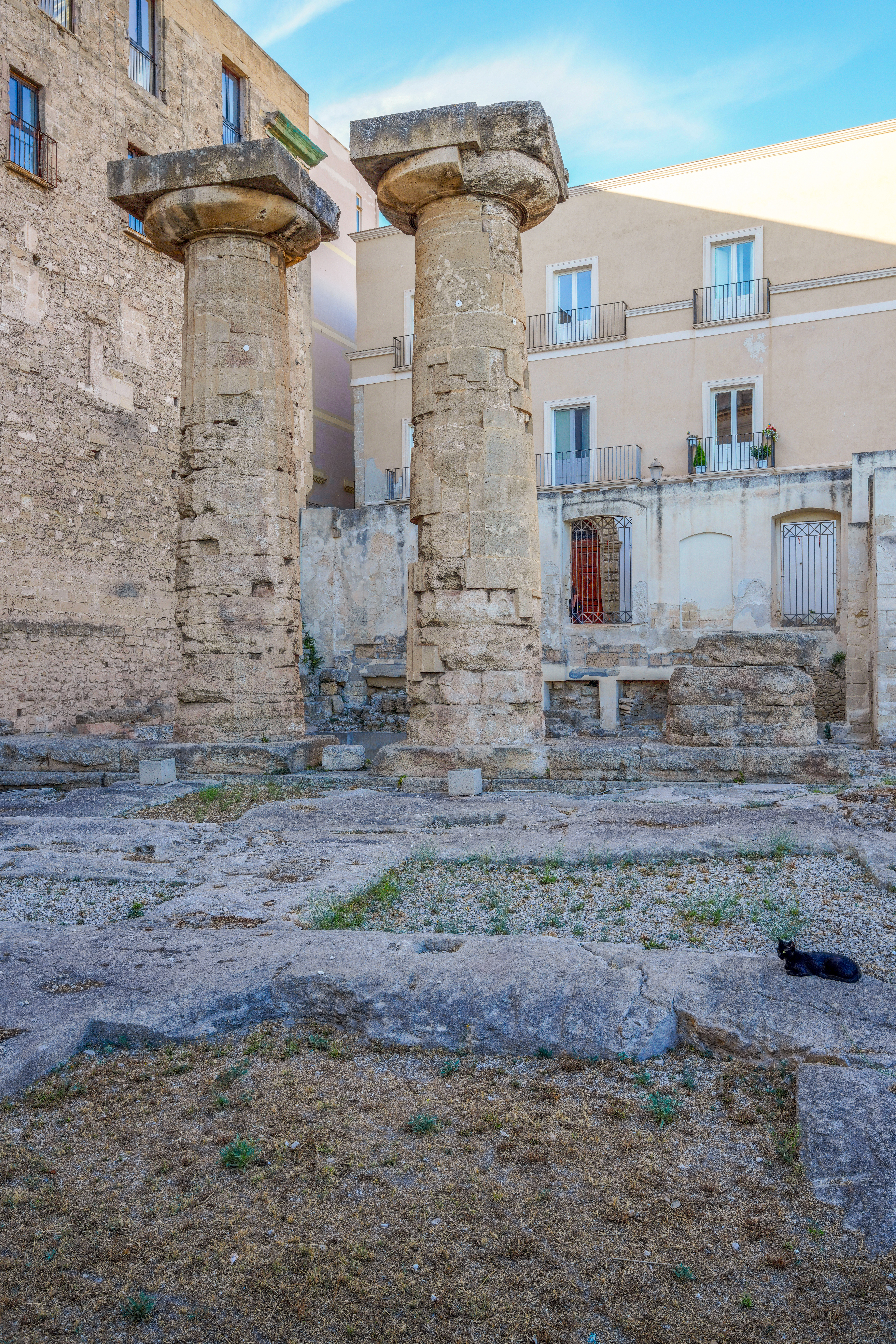
Säulen des Tempels von Tarent

Als Inklination (von lateinisch inclinare „(hin)neigen, sich neigen“) bezeichnet man in der Architektur eine leichte Einwärtsneigung von Säulen und Wänden. Zum einen wird  hierdurch der Eindruck einer formalen Erstarrung vermieden und eine gewisse Illusion von Bewegung erzeugt. Da diese Technik in der griechischen Architektur, und hier insbesondere bei Tempeln dorischer Ordnung weit verbreitet ist, kann man in der Inklination auch ein subtiles Mittel sehen, um den dorischen Eckkonflikt zu mildern. 
Zur Erzielung feiner optischer Wirkungen ergänzt die Inklination am griechischen Tempel die Gestaltungsmittel sowohl der Entasis an Säulen als auch der Kurvatur an Stylobat und Architrav.